# Pirčiupiai
Pirčiupiai ist ein Dorf bei Valkininkai in der Rajongemeinde Varėna im Bezirk Alytus in der Dzūkija-Region in Litauen 45 km südwestlich von Vilnius mit 75 Einwohnern (2011). Der Ort ist bekannt seit dem 16. Jahrhundert als Jagdgrund der litauischen Großfürsten.
Besonders bekannt wurde Pirčiupiai durch das Massaker von Pirčiupiai 1944.

## Das Massaker von Pirčiupiai
Am Morgen des 3. Juni 1944 wurde die Autokolonne einer Stabseinheit der deutschen Wehrmacht auf der Straße von Vilnius nach Eišiškės im Wald etwa 2 km südlich von Pirčiupiai von prosowjetischen Partisanen überfallen. Fünf Wehrmachtsangehörige wurden getötet und ebenso viele gefangen genommen. 11 Stunden später kam eine Kolonne von 400 Mann auf etwa 20 Fahrzeugen und 3 Panzern nach Pirčiupiai und umzingelte das Dorf. Die Bewohner wurden aus den Häusern geholt, und alles Verwertbare aus den Häusern wurde auf die Fahrzeuge verladen. Die Männer wurden in ein Haus eingeschlossen, das dann in Brand gesteckt wurde. Ebenso wurden die Frauen und Kinder eingeschlossen und verbrannt. In der dreistündigen Aktion wurden 119 Bewohner verbrannt, darunter 49 Kinder unter 15 Jahren. Wenige Personen im Walde außerhalb des Dorfes beobachteten das Geschehen und berichteten später.

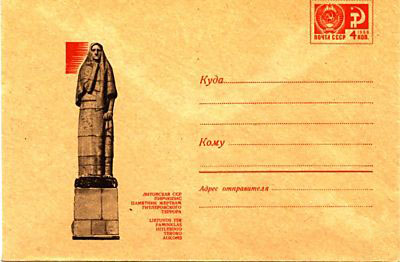
Briefumschlag mit Gediminas Jokūbonis Statue der Mutter (Post der UdSSR 1969)

1960 schuf dort der Bildhauer Gediminas Jokūbonis dort eine Gedenkstätte mit der Granit-Statue der Mutter im Zentrum und einer Granitwand mit den Namen der Opfer. 1963 wurde Jokūbonis dafür mit dem Leninpreis der UdSSR ausgezeichnet. In dem wieder aufgebauten Dorf Pirčiupiai gab es ein Museum, das nach der Auflösung der UdSSR geschlossen wurde.
Der Film Faktas (Der Fakt) über die Vernichtung von Pirčiupiai wurde auf den Internationalen Filmfestspielen von Cannes 1981 gezeigt (mit Regimantas Adomaitis, Donatas Banionis, Alexander Kaidanowski).